# Madea Goes to Jail
Madea Goes to Jail è un film statunitense del 2009 diretto e scritto da Tyler Perry.
Il film è basato sull'omonima opera teatrale di Perry del 2006.

## Sequel
- Madea's Big Happy Family (2011)